# Elecciones legislativas de la Unión Soviética de 1937
Las elecciones legislativas de la Unión Soviética de 1937 se realizaron el 12 de diciembre de 1937 para designar los diputados de la I convocatoria del Sóviet Supremo a formarse en aplicación de la Constitución de 1936, que creó el Sóviet Supremo en reemplazo al Congreso de los Sóviets. Dentro de estas elecciones solo existió un partido, el comunista, dirigido por Iósif Stalin, a su vez que existieron candidatos independientes fuera de los del partido. 
El Partido Comunista obtendría en estas elecciones la mayoría de los escaños dentro de las dos cámaras del legislativo, mientras que los independientes quedaban en la minoría, aunque lograban en la Cámara de las Nacionalidades un mayor porcentaje de los escaños.

## Sistema electoral
Las elecciones se anunciaron originalmente como multicandidatos; sin embargo, a mitad de año, el anuncio se revirtió debido a la desconfianza de los líderes durante la Gran Purga. Sin embargo, durante ese período inicial, varias personas intentaron hacer que el gobierno cumpliera la promesa de múltiples candidatos, incluyendo miembros de la Iglesia Ortodoxa Rusa que intentaron presentar candidatos religiosos como resultado del artículo 134 de la nueva constitución, que prometía libertad de religión. Muchas de las primeras personas que intentaron postularse como candidatos suplentes fueron arrestadas después de que se revocara la decisión de varios candidatos. Además, la NKVD llevó a cabo detenciones masivas poco antes de las elecciones.
A pesar de las detenciones masivas y con un tono más moderado que con las elecciones celebradas en 1929, todavía había olas menores de disensión y oposición a los candidatos, especialmente a las principales figuras políticas (incluido Mijaíl Kalinin, Anastas Mikoyán e incluso al propio Iósif Stalin), así como a celebridades (como Alekséi Tolstói) y candidatos que se oponen por motivos étnicos (como los rusos étnicos que se postulan en la República Socialista Soviética de Ucrania).

## Resultados
| Partido                            | Sóviet de la Unión | Sóviet de la Unión | Sóviet de la Unión | Sóviet de las Nacionalidades | Sóviet de las Nacionalidades | Sóviet de las Nacionalidades |
| Partido                            | Votos              | %                  | Escaños            | Votos                        | %                            | Escaños                      |
| ---------------------------------- | ------------------ | ------------------ | ------------------ | ---------------------------- | ---------------------------- | ---------------------------- |
| Partido Comunista                  | 89,844,271         | 99.3               | 461/569            | 89,063,169                   | 99.3                         | 409/574                      |
| Independientes                     | 89,844,271         | 99.3               | 108/569            | 89,063,169                   | 99.3                         | 165/574                      |
| En contra                          | 632,074            | 0.7                | —                  | 562,402                      | 0.6                          | —                            |
| Votos inválidos                    | 636,808            | 0.7                | —                  | 1,487,582                    | 1.6                          | —                            |
| Total                              | 91,113,153         | 100                | 569                | 91,113,153                   | 100                          | 574                          |
| Votantes registrados/participación |                    |                    | —                  |                              |                              | —                            |